# وور
شهر وور (به فرانسوی: Wavre) در شهرستان نیول در استان اوئلون بربان در منطقه فدرال والوون در کشور بلژیک واقع شده‌است.